# David Pauli Hänig
David Pauli Hänig (* 1863 in Seiffen/Erzgeb.; † 1920) war ein deutscher Physiologe.
Hänig hatte im Jahre 1901 versucht auf einer Zeichnung die Intensität der Geschmäcker Süß, Salzig, Bitter und Sauer zu veranschaulichen (Umami – „fleischig“ wurde nicht erfasst). Letztendlich war ihm bewusst, dass an jedem Bereich der Zunge alle Geschmäcker wahrgenommen werden können – es gäbe nur prozentuale Unterschiede an verschiedenen Bereichen. Seine Forschungsergebnisse veröffentlichte er unter dem Titel Zur Psychophysik des Geschmackssinnes im Jahr 1901.
Hänigs Arbeit wurde Jahrzehnte später durch den US-amerikanischen Experimentalpsychologen Edwin Boring in der Form falsch interpretiert, dass die Geschmacksrichtungen auf der Zunge „geordnet“ vorliegen. Diese falsche bzw. ungenaue Interpretation findet sich manchmal auch in medizinischen Fachbüchern.

## Belege
1. ↑  David Hänig: Zur Psychophysik des Geschmackssinnes. In: Philosophische Studien. 17. Jahrgang, 1901, S. 576–623 (mpg.de [abgerufen am 5. August 2020]).
2. ↑  Florian Freistetter: Der lehrreiche Irrtum von der Geschmackskarte der Zunge. In: Der Standard. 16. Oktober 2018, abgerufen am 6. August 2020.
3. ↑  E. G. Boring: Sensation and Perception in the History of Experimental Psychology. D. Appleton-Century Company, New York 1942.
4. ↑  Rainer Rosenzweig, Jan Frederik Fischer: Ein Fehler mit langem Nachgeschmack. In: diesseits.de. 18. Juli 2013, abgerufen am 6. August 2020.
5. ↑  Jürgen Durst: Traumatologische Praxis: in einem Band ; Standards in Diagnostik und Therapie für alle Fachgebiete ; mit 91 Tabellen. Schattauer Verlag, 1997, ISBN 978-3-7945-1587-5, S. 251.

| Personendaten    | Personendaten        |
| ---------------- | -------------------- |
| NAME             | Hänig, David Pauli   |
| KURZBESCHREIBUNG | deutscher Physiologe |
| GEBURTSDATUM     | 1863                 |
| GEBURTSORT       | Seiffen/Erzgeb.      |
| STERBEDATUM      | 1920                 |